# Acordos Artemis

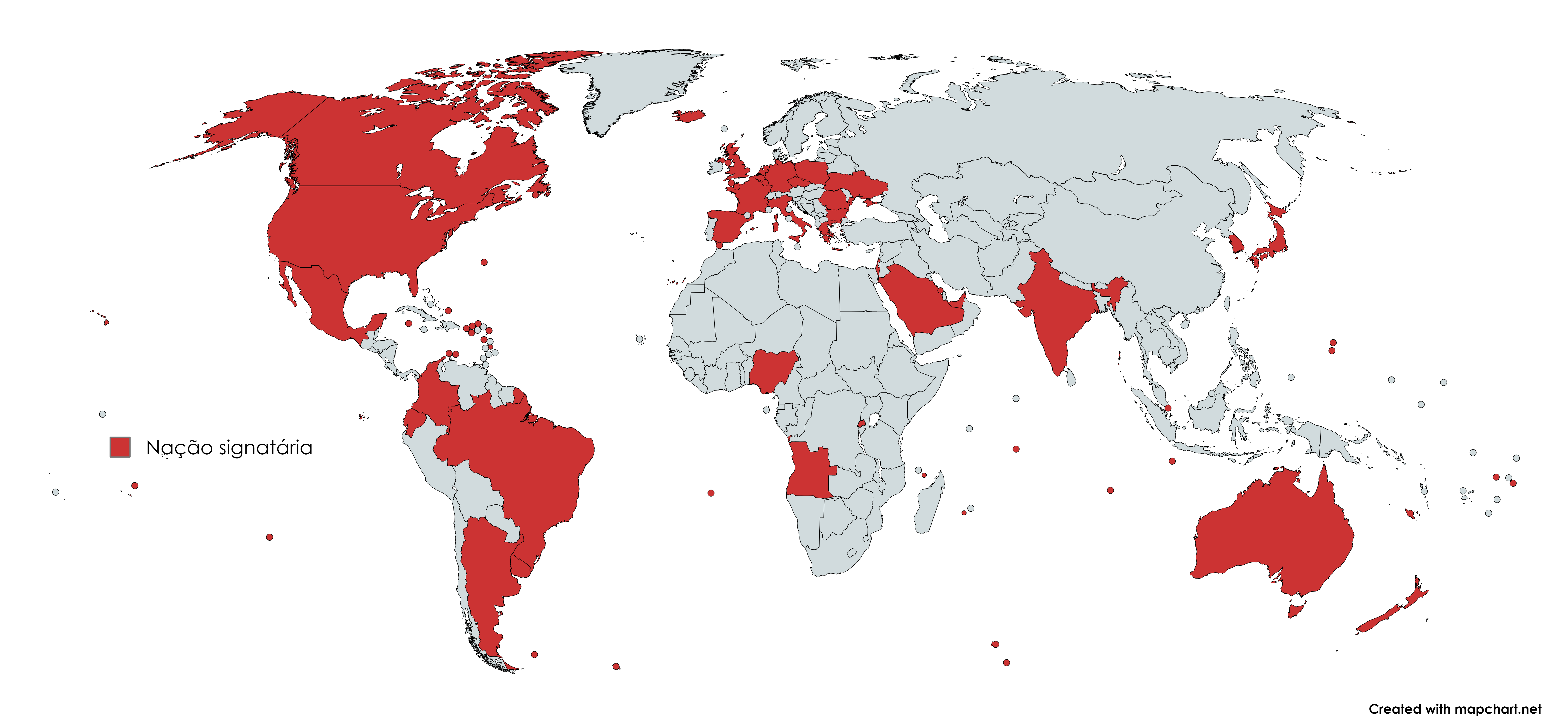
Nações signatárias dos Acordos Ártemis.

Os Acordos Artemis são um acordo multilateral não vinculativo entre o governo dos Estados Unidos e outros governos mundiais participantes do programa Artemis, um esforço liderado pelos Estados Unidos para devolver os humanos à Lua até 2025, com o objetivo final de expandir a exploração espacial para Marte e além.  Até 15 de fevereiro de 2024, trinta e seis países firmaram os Acordos, incluindo quinze na Europa, oito na Ásia, três na América do Norte, cinco na América do Sul, dois na Oceania e três na África.
Elaborados pela NASA e pelo Departamento de Estado dos EUA, os Acordos estabelecem um quadro para a cooperação na exploração civil e na utilização pacífica da Lua, de Marte e de outros objectos astronómicos.  Baseiam-se explicitamente no Tratado do Espaço Sideral das Nações Unidas de 1967, que os signatários são obrigados a defender, e citam a maioria das principais convenções mediadas pela ONU que constituem o direito espacial.    
Os Acordos foram assinados em 13 de outubro de 2020 por representantes das agências espaciais nacionais de oito países: Austrália, Canadá, Estados Unidos, Emirados Árabes Unidos, Itália, Japão, Luxemburgo e Reino Unido.  Signatários adicionais incluem: Angola, Alemanha,  Arábia Saudita, Argentina, Bahrein, Bélgica, Brasil, Bulgária, Colômbia, Coreia do Sul, Equador, Espanha, França, Grécia, Índia, Islândia, Israel, México, Nigéria, Nova Zelândia, Países Baixos, Polônia, República Tcheca, Romênia, Ruanda, Singapura, Ucrânia e Uruguai. Os Acordos permanecem abertos para assinatura indefinidamente, já que a NASA prevê a adesão de mais nações.  Signatários adicionais podem optar por participar diretamente nas atividades do programa Artemis ou podem simplesmente concordar em se comprometer com os princípios para a exploração responsável da Lua, conforme estabelecido nos acordos internacionais. 